# Mạc Phi
Mạc Phi (tên thật là Lưu Huy Hòa; 1928 - 1996) là nhà văn Việt Nam, được truy tặng Giải thưởng Nhà nước về Văn học Nghệ thuật năm 2001.

## Tiểu sử
Nhà văn Mạc Phi tên thật là Lưu Huy Hòa. Sinh ngày 18 tháng 8 năm 1928, tại huyện Mông Tự, tỉnh Vân Nam, Trung Quốc. Quê quán tại xã Phú Thượng, huyện Từ Liêm (nay là quận Tây Hồ), Hà Nội.
Ông tham gia kháng chiến từ năm 1946. Từng là công nhân, biên tập viên báo Lao động, rồi làm Thư ký công đoàn tỉnh Tuyên Quang, cán bộ tuyên huấn tại Ty Công an Bắc Ninh. Cuối năm 1950 ông công tác tại Hội Văn nghệ Việt Nam. Từ 1951 đến 1956 ông công tác trong quân đội và lần lượt đảm nhiệm các trách nhiệm: Chính trị viên đoàn kịch Chiến thắng, cán bộ phòng Văn nghệ quân đội, Biên tập viên báo Chiến sĩ Tây Bắc, rồi cán bộ tuyên huấn tỉnh đội Lai Châu, cán bộ tuyên huấn phòng Dân quân Quân khu Tây Bắc.
Năm 1962 ông chuyển ngành và là cán bộ chủ chốt phòng Văn nghệ Sở Văn hóa Tây Bắc, Hiệu trưởng Trường Văn hóa – nghệ thuật Tây Bắc. Sau đó, là cán bộ nghiên cứu tiểu ban Văn nghệ địa phương của Hội Liên hiệp Văn học nghệ thuật Việt Nam. Năm 1972 ông trở lại Tây Bắc lần thứ 2, viết về Tây Bắc.
Ông là đảng viên Đảng Cộng sản Việt Nam; hội viên Hội Nhà văn Việt Nam.
Ông mất ngày 19 tháng 5 năm 1996.

## Sự nghiệp
Mạc Phi là cây bút gắn bó sâu sắc nhất với Tây Bắc và cũng đạt được nhiều thành quả nhất về Tây Bắc. Giai đoạn đầu trong sự nghiệp, ông chủ yếu sưu tầm, biên dịch và giới thiệu sách về sáng tác của các dân tộc thiểu số. Ông đã cho xuất bản tác phẩm sáng tác, khảo cứu, dịch thuật về văn hóa và văn nghệ Tây Bắc, trong đó có các công trình nổi tiếng như: Xống chụ xôn xao (Tiễn dặn người yêu, truyện thơ dân tộc Thái, 1961); Gầu Ua nhéng (Tiếng hát làm dâu, truyện thơ dân tộc Mông, 1963); Chàng Lú và Nàng Uả (truyện cổ tích dân tộc Thái, 1964); … Các bản dịch của ông được đánh giá cao và có ý nghĩa trong việc sưu tầm, dịch, giới thiệu di sản văn hóa của các dân tộc thiểu số.
Theo các nhà nghiên cứu thì tác phẩm "Tiễn dặn người yêu" là một kiệt tác nghệ thuật dân gian có giá trị nhân đạo sâu sắc”, là truyện thơ hay nhất trong kho tàng truyện thơ của các dân tộc ít người, một tác phẩm lớn trong nền văn học Việt Nam. Với mọi thế hệ người Thái Tây Bắc, “Xống chụ xôn xao” là quyển sách quý nhất trong mọi quyển sách quý.
Năm 2001, ông được truy tặng Giải thưởng Nhà nước về Văn học Nghệ thuật với các tác phẩm: tập Truyện bản Mường và tiểu thuyết 2 tập Rừng động.

## Tác phẩm chính

### Dịch
- Tiễn dặn người yêu (dịch, giới thiệu thơ dân tộc Thái, 1961)
- Tiếng hát làm dâu (dịch, giới thiệu truyện thơ dân tộc Mông, 1963)
- Chàng Lú và Nàng Uả (dịch, giới thiệu truyện cổ tích dân tộc, 1964)
- Dân ca Thái (dịch, giới thiệu, 1979)

### Tiểu thuyết
- Rừng động (tiểu thuyết, tập I:1975, tập II: 1977)
- Sống (tiểu thuyết, 1991)
- Anh với giấc mơ (tiểu thuyết)

### Truyện ngắn
- Chuyện bản Mường (truyện ngắn, in chung, 1968)
- Cỗ xe định mệnh (truyện ngắn)
- Kết tốt trình làng (truyện ngắn)
- Bến đêm (truyện ngắn).

Nguồn: 

## Vinh danh
- Giải thưởng Nhà nước về Văn học Nghệ thuật năm 2001